# Flassa
Flassa  est un hameau de la commune de Serdinya, dans les Pyrénées-Orientales qui a été érigé en commune entre 1790 et 1794.

## Toponymie
Le nom de la commune en catalan est Flassà (passé dans l'usage) ou (recommandé par les linguistes) Flaçà. Le nom français en est un calque.
Ce nom a pour origine le nom d'un propriétaire, Flaccius (du surnom latin Flaccus, « mou ») auquel a été accolé le suffixe -anum.  Il apparaît dès le Xe et XIe siècles sous les formes Flacanum, Flassianum et Flazanum. La forme Flassà est attestée dès le XIIIe siècle et prend par la suite le dessus, avec différentes orthographes.

## Géographie
Flassa se trouve dans le département français des Pyrénées-Orientales, dans la région naturelle et historique du Conflent. À un peu moins de 1 000 m d'altitude, le village surplombe le village de Serdinya et le fleuve Têt,. Il est accessible par une seule route qui se termine en impasse peu après. Cette route débute au lieu-dit de Joncet le Sola, sur la même commune de Serdinya. Si la route, escarpée, présente un fort dénivelé, le hameau se situe sur un petit plateau.

## Histoire
Flassa apparait dans l'histoire par un texte datant du Xe siècle. L'église Saint-Marcel est construite au XIe siècle.

## Culture locale et patrimoine
L'Église Saint-Marcel, église romane du XIe siècle classée monument historique . Chaque année, le dimanche de Pentecôte, la messe y est dite lors d'un aplec (fête traditionnelle religieuse catalane).